# Arizona Bound
Arizona Bound è un film del 1941 diretto da Spencer Gordon Bennet. Un western interpretato da Buck Jones, tratto da una storia originale di Oliver Drake che, nei titoli, appare anche come aiuto regista con il nome William Drake.

## Produzione
Girato a Prescott, in Arizona, il film fu prodotto da Scott R. Dunlap per la Monogram Pictures.

## Distribuzione
Distribuito dalla Monogram Pictures, il film uscì nelle sale USA il 19 luglio 1941.

### Date di uscita
IMDb
- USA 19 luglio 1941
- Australia 12 febbraio 1942
- Svezia 13 maggio 1949
- USA 2000 VHS
- USA 2004 DVD

Alias
- Gränsryttarna i Arizona Svezia
- Rough Riders (indefinito)